# Liên minh châu Phi
Liên minh châu Phi (tiếng Anh: African Union, viết tắt là AU hoặc tiếng Pháp: Union africaine, viết tắt là UA) là một tổ chức liên chính phủ bao gồm 55 quốc gia châu Phi, có trụ sở tại Addis Ababa, Ethiopia. Tổ chức này được thành lập tháng 9, năm 2002 là được xem là tổ chức kế thừa Tổ chức Liên đoàn châu Phi (OAU).

## Lịch sử
Sự thành lập của liên minh châu Phi bắt nguồn từ liên minh các quốc gia châu Phi (Union of African States), một liên bang ban đầu do Kwame Nkrumah thành lập thập niên 1960, cũng như một loạt các cố gắng để đoàn kết châu Phi, bao gồm Tổ chức châu Phi Thống nhất (OAU), được thành lập ngày 25 tháng 5 năm 1963, và Cộng đồng Kinh tế châu Phi năm 1981. Các nhà phê bình cho rằng OAU đã làm ít công việc để bảo vệ quyền và tự do của công dân châu Phi từ các lãnh đạo chính trị của họ, thường nó được mang tiếng là "Câu lạc bộ của những nhà độc tài".
Ý tưởng thành lập AU đã được hồi sinh vào giữa thập niên 1990 bởi nhà lãnh đạo Libya Muammar al-Gaddafi: người đứng đầu của OAU đã phê chuẩn Tuyên bố Sirte (đặt tên theo Sirte, ở Libya) vào ngày 9 tháng 9 năm 1999, nhằm kêu gọi thành lập Liên minh châu Phi. Sau tuyên bố trên là hội nghị thượng đỉnh ở Lomé năm 2000, khi đó Luận về Liên minh châu Phi được thông qua, và tại Lusaka năm 2001, khi kế hoạch thực hiện của Liên minh châu Phi được thông qua. Cùng thời gian này, sáng kiến cho việc thành lập Đối tác mới vì sự phát triển của châu Phi (NEPAD) cũng được thành lập.
Liên minh châu Phi chính thức thành lập ở Durban vào ngày 9 tháng 7 năm 2002, bởi chủ tịch đầu tiên là người Nam Phi Thabo Mbeki, tại kỳ họp đầu tiên của Hội đồng liên minh châu Phi. Kỳ họp thứ hai của Hội đồng này được diễn ra tại Maputo năm 2003, và thứ 3 ở Addis Ababa ngày 6 tháng 7 năm 2004.

## Kinh tế
Mục đích của AU là thiết lập một khu vực mậu dịch tự do, liên minh thuế quan, thị trường chung, ngân hàng trung ương, và đồng tiền chung, từ đó thiết lập liên minh kinh tế và tiền tệ. Kế hoạch hiện tại là thiết lập Cộng đồng kinh tế châu Phi với đồng tiền chung vào năm 2023.

## Ngôn ngữ
Ngôn ngữ làm việc của Liên minh châu Phi là tiếng Ả Rập, tiếng Anh, tiếng Pháp và tiếng Bồ Đào Nha, và các ngôn ngữ châu Phi "nếu có thể". Một nghị định thư sửa đổi Bộ Luật của tổ chức được thông qua năm 2003 nhưng đến năm 2007 vẫn chưa có hiệu lực, theo đó thêm tiếng Tây Ban Nha, tiếng Swahili và "bất kỳ ngôn ngữ châu Phi khác" và có 6 ngôn ngữ chính thức của Liên minh châu Phi. Trong thực tế, việc biên dịch tài liệu của AU sang 4 ngôn ngữ làm việc khác gây ra sự chậm trễ đáng kể và khó khăn trong việc xúc tiến thương mại.
Được thành lập năm 2001 dưới sự bảo trợ của AU, học viện ngôn ngữ châu Phi đã thúc đẩy việc sử dụng và sự ghi nhớ của ngôn ngữ châu Phi trong số những người châu Phi. AU tuyên bố năm 2006 là năm ngôn ngữ châu Phi.

## Thành viên

### Hiện tại
Tất cả các quốc gia độc lập ở châu Phi và các vực nước châu Phi, cũng như vùng Tây Sahara, là thành viên hoặc từng là thành viên của AU hoặc OAU. Morocco đơn phương rút khỏi khối này; một quốc gia hiện đang chờ gia nhập. Tuy nhiên, đến ngày 30 tháng 1 AU thừa nhận Morocco là một thành viên của liên minh sau 33 năm tách khỏi liên minh. Các quốc gia thành viên của AU gồm:
| - Algérie - Angola - Bénin - Botswana - Burkina Faso - Burundi - Cabo Verde - Cameroon - Trung Phi - Tchad - Comoros - Bờ Biển Ngà - Cộng hoà Dân chủ Congo - Djibouti | - Ai Cập - Guinea Xích Đạo - Eritrea - Eswatini - Ethiopia - Gabon - Gambia - Ghana - Guinée - Guiné-Bissau - Kenya - Lesotho - Liberia - Libya - Madagascar | - Malawi - Mali - Mauritanie - Mauritius - Maroc - Mozambique - Namibia - Niger - Nigeria - Cộng hoà Congo - Rwanda - Cộng hoà Dân chủ Ả Rập Sahrawi (Nhà nước chưa được công nhận) - São Tomé và Príncipe | - Sénégal - Seychelles - Sierra Leone - Somalia - Nam Phi - Nam Sudan - Sudan - Tanzania - Togo - Tunisia - Uganda - Zambia - Zimbabwe |

### Tạm ngưng liên kết

Bản đồ Liên minh châu Phi, với màu xanh chuối chỉ các quốc gia ngưng tham gia tạm thời.

Guinée – ngưng tham gia sau cuộc đảo chính năm 2008
 Madagascar – ngưng tham gia từ sau cuộc khủng hoảng chính trị Malagasy 2009.
 Eritrea – tự ngưng tham gia sau khi Liên minh châu Phi kêu gọi Hội đồng bảo an Liên hợp quốc thực hiện các biện pháp trừng phạt vì hậu thuẫn cho người Somali đạo Hồi.
 Sudan – tạm thời bị đình chỉ tư cách thành viên sau khi xảy ra cuộc đảo chính của quân đội nước này tháng 10/2021